# Adrien-Paul Duerinckx
Adrien-Paul François Duerinckx, né à Schaerbeek le 15 avril 1888 et mort à Uccle en 1938, est un peintre et graveur belge. Son nom s'orthographie parfois Deurinckx.

## Biographie
Adrien-Paul Duerinckx est élève à l'Académie royale des beaux-arts de Bruxelles et de Henri Privat-Livemont. Il peint et grave principalement des vues de villes et de villages, ainsi que des paysages sous les différentes nuances des saisons et du jour. Ses œuvres reflètent souvent une mélancolie. 
Adrien-Paul Duerinck reçoit le prix Eugène Laermans et expose au Cercle artistique et littéraire de Bruxelles en 1928 et 1929 ainsi qu'aux Salons triennaux, à l'Exposition d'Art belge au Congo (1926), au Salon des beaux-arts, à Liège, Bruxelles, , etc.
Il voyage en Allemagne, en Grande-Bretagne et en France.

## Expositions
- 1928 : Bruxelles, Cercle Artistique et Littéraire ;
- 1937 : Salon de Gand, Faubourg, La Rue en pente.

## Collections
- État belge